# 27º Gruppo artiglieria pesante semovente "Marche"
Il 27º Gruppo artiglieria pesante semovente "Marche" è stato un reparto di artiglieria semovente dell'Esercito Italiano, fondato nel 1976 e attivo fino al 1995, era inquadrato nella 3ª Brigata missili "Aquileia". Stanziato nella caserma "Osoppo" di Udine, era un reparto bivalente (ossia poteva utilizzare sia munizionamento convenzionale che nucleare).

## Storia

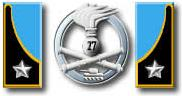
Mostrine e fregio del
27º Artiglieria Semovente

Il 27º Reggimento Artiglieria da Campagna si costituì il 1º marzo 1912 a Milano con quei reparti del 6º Reggimento artiglieria da campagna, tra cui la 6ª Batteria che si era già segnalata a Custoza il 24 giugno 1866 e 16º Reggimento Artiglieria da Campagna che, nelle campagne per l'Indipendenza e di Libia, parteciparono alle battaglie di Pastrengo, Novara, Gargaresc e Zanzur, distinguendosi per il loro valore.
Alla prima guerra mondiale il 27º Reggimento artiglieria da campagna prende parte, dal maggio 1915, con proprie Batterie d'ogni calibro, intervenendo e distinguendosi, dove i suoi Gruppi raggiunsero tra i primi il posto di combattimento:
- nel 1915: nelle operazioni in Valtellina e val Camonica e nella conquista di Monte San Michele;
- nel 1916: coi suoi I Gruppo Artiglieria da Campagna e II Gruppo Artiglieria da Campagna nel contenimento dell'offensiva nel Trentino e col suo II Gruppo Artiglieria da Campagna alla conquista di Gorizia;
- nel 1917: nei combattimenti nella zona di Corno Cavento e, dall'ottobre al dicembre nella partecipazione ai combattimenti conseguenti il ripiegamento sul Piave;
- nel 1918: nelle azioni di Cima Presena, Sella del Tonale e, nel corso della Battaglia di Vittorio Veneto e nelle azioni che portarono alla conquista di Bolzano.

M107 Cannoni Semoventi da 175/60
(Self-Propelled 175mm gun) del 27º Rgt. art. pes, sem. "Marche" ripresi nel 1978 nella caserma "Osoppo" di Udine

Altre zone di impiego furono: l'Ortles, l'Adamello, il Sabotino; il 27º Reggimento Artiglieria da Campagna combatté fino al novembre 1918 e gli furono tributate:
- 9 medaglie d'argento;
- 10 medaglie di bronzo;
- 10 promozioni per merito di guerra;
- 9 encomi solenni.

Negli anni successivi il 27º Reggimento Artiglieria da Campagna subì varie modifiche di organico e di armamento, conseguenti al nuovo assetto di pace.

Nel 1934 al posto del disciolto II Gruppo Artiglieria da Campagna assorbì organicamente un Gruppo della Scuola Ufficiali di Complemento di Bra ed assunse la nuova denominazione di 27º Reggimento artiglieria per Divisione di fanteria.

Partecipò nel 1935-1936 alla campagna d'Etiopia con l'invio di Reparti e Servizi, per un complesso di 25 ufficiali e 655 gregari; invia propri reparti anche in Libia

All'inizio della seconda guerra mondiale, dopo aver subito altre modifiche organiche, partecipò nel giugno 1940 alle operazioni del Fronte Occidentale, inquadrato nella 6ª Divisione fanteria "Cuneo" e, successivamente, nel gennaio 1941, si imbarcò a Brindisi per raggiungere il Fronte Greco-Albanese.

Sbarcato a Valona sotto bombardamento aereo, partecipò alla Battaglia dell'Epiro, nella quale fu proposto per una Medaglia di Argento e, successivamente, con una marcia attraverso tutta l'Ellade, raggiunse Missolungi.

Fu poi di nuovo imbarcato ed inviato a difendere le Cicladi, dove si distinse.

Sciolto per gli eventi dell'8 settembre 1943, la sua struttura rimane intatta iniziando immediatamente il contrasto alle truppe naziste fino agli ultimi giorni del novembre 1943.

Fu ricostituito il 1º aprile 1947 colla denominazione 13º Reggimento artiglieria controcarri "Legnano", con reparti dell'omonimo Gruppo di Combattimento "Legnano" che, da Cassino alla Lombardia, risalì l'Italia al fianco degli alleati anglo-americani.

Il 1º marzo 1948, nel 36º Anniversario della sua costituzione, riprese l'ordinativo originario: 27º Reggimento Artiglieria Contro Carri "Legnano".

Col riordino dell'Artiglieria, dal 10 aprile 1952 si trasformò in 27º Reggimento artiglieria pesante campale e dal 1957 in 27º Reggimento artiglieria pesante campale semovente.

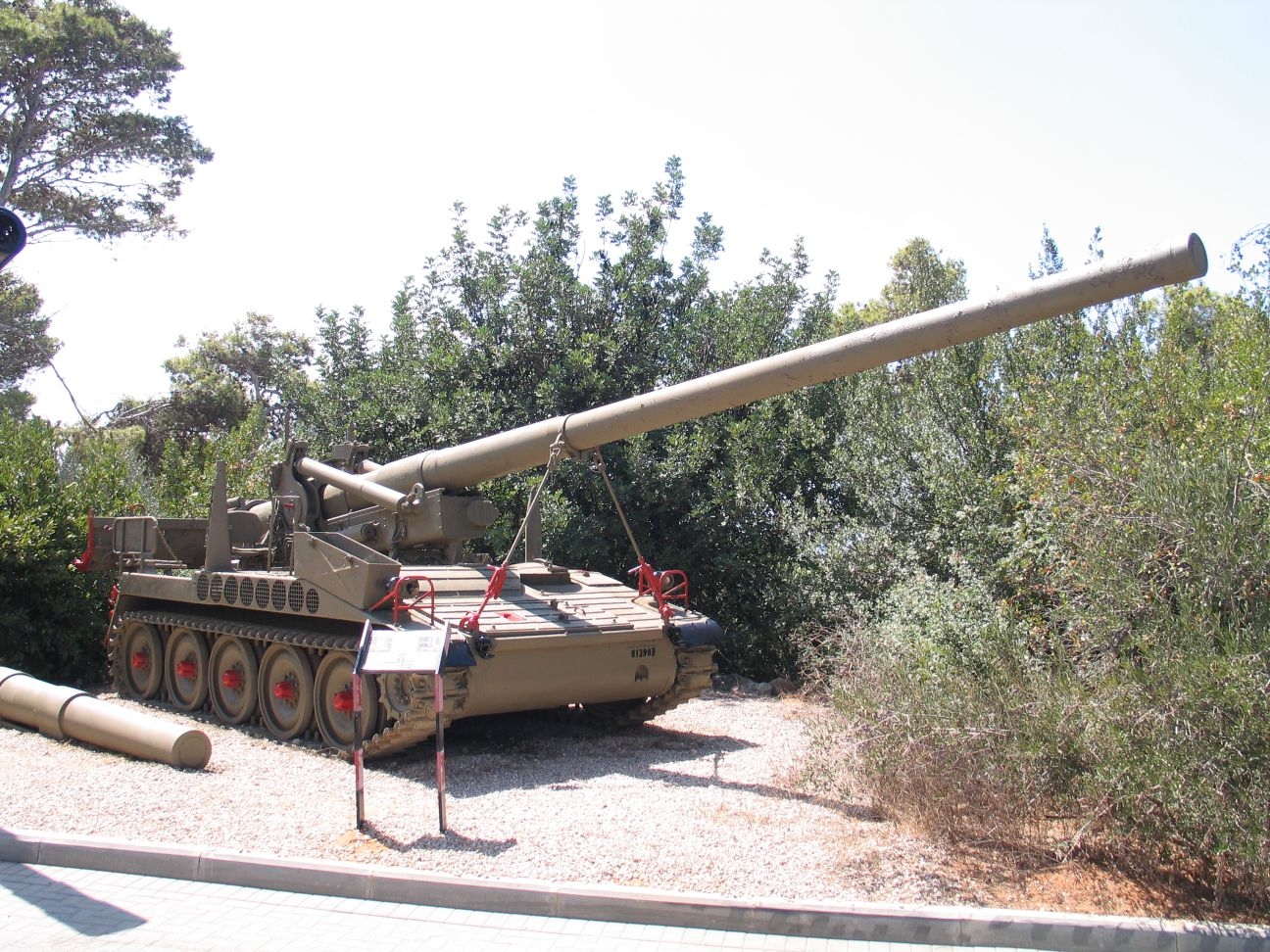
Cannone Semovente da 175/60
Self-Propelled M-107 (175mm gun)

Il 20 aprile 1964 nel quadro del nuovo riordinamento delle Unità di Artiglieria, il 27º Reggimento artiglieria pesante campale semovente veniva sciolto e contemporaneamente si ricostituiva in Udine, per trasformazione del 155º Reggimento Artiglieria Semovente Contro Carri, assumendo la denominazione di 27º Reggimento artiglieria pesante semovente e strutturandosi in:
- Comando;
- Reparto Comando;
- I Gruppo Artiglieria Semovente da 175/60 su semovente M107 (ex CI Gruppo Artiglieria Semovente Contro Carri del 155º Reggimento);
- II Gruppo Artiglieria Semovente da 175/60 su semovente M107 (ex CII Gruppo Artiglieria Semovente Contro Carri del 155º Reggimento);
- CXIII Gruppo Artiglieria Contro Carri.

Nel luglio 1964 il CXIII Gruppo Artiglieria Contro Carri si trasforma in III Gruppo Artiglieria Semovente da 175/60 su semovente M107.

Nel giugno 1976 il 27º Reggimento artiglieria pesante semovente viene così riordinato:
- Comando;
- Reparto Comando;
- 1º Gruppo Artiglieria Semovente da 175/60 su semovente M107:
  - Batteria Comando e Servizi;
  - 1ª Batteria;
  - 2ª Batteria;
  - 3ª Batteria;
- 2º Gruppo Artiglieria Semovente da 175/60 su semovente M107:
  - Batteria Comando e Servizi;
  - 1ª Batteria;
  - 2ª Batteria;
  - 3ª Batteria;

Dal 1977 il 27º Reggimento Artiglieria Pesante Semovente viene aggregato alla Brigata Missili.

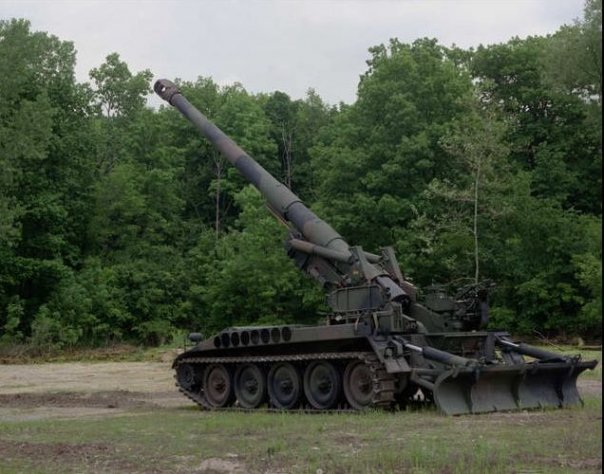
Obice Semovente da 203/39
Self-Propelled howitzer M-110A2 8 Inch del 27º Gruppo artiglieria pesante semovente "Marche" ripreso nel 1989 ca. a Udine

Dall'aprile 1985 il 27º Gruppo Artiglieria Pesante Semovente viene riarmato con i nuovi semoventi M110A2.

L'11 ottobre 1985 contratto a quadro il 2º Gruppo artiglieria semovente, il 27º Reggimento artiglieria pesante semovente si scioglie ed il 1º Gruppo artiglieria semovente dà vita al 27º Gruppo artiglieria pesante semovente "Marche", che conserva la Bandiera del 27º Reggimento artiglieria pesante semovente e ne tramanda le tradizioni, strutturato come segue:
- Batteria Comando e Servizi;
- 1ª Batteria (su 3 Sezioni da 2 semoventi M110A2 ciascuna);
- 2ª Batteria (su 3 Sezioni da 2 semoventi M110A2 ciascuna);
- 3ª Batteria (su 3 Sezioni da 2 semoventi M110A2 ciascuna).

Dal 1º dicembre 1991 al 6 settembre 1992 il 27º Gruppo artiglieria pesante semovente "Marche" è inserito nel 3º Reggimento artiglieria "Aquileia", quindi, nell'ambito del riordinamento della Forza Armata, il 27º Gruppo artiglieria pesante semovente "Marche" perde la propria autonomia dal 6 settembre 1992 ed il giorno successivo viene inquadrato quale 1º Gruppo artiglieria pesante semovente nel 27º Reggimento artiglieria pesante semovente "Marche" che si costituisce in Udine.

Nel 1995 nuovi provvedimenti ordinativi portano alla soppressione del 27º Reggimento Artiglieria Pesante Semovente "Marche".

### Le denominazioni
Altre dipendenze
- 01.03.1912 – 00.00.1934 = 27º Reggimento artiglieria da campagna (Milano)
- 00.00.1934 – 08.09.1943 = 27º Reggimento Artiglieria di Divisione di fanteria "Legnano"
- 01.04.1947 – 01.03.1948 = 13º Reggimento Artiglieria controcarri "Legnano"
- 01.03.1948 – 10.04.1952 = 27º Reggimento artiglieria controcarri "Legnano"
- 10.04.1952 – 00.00.1957 = 27º Reggimento artiglieria pesante campale
- 00.00.1957 – 20.04.1964 = 27º Reggimento artiglieria pesante campale semovente
- 20.04.1964 – 28.11.1977 = 27º Reggimento artiglieria pesante semovente (Udine)

3ª Brigata Missili “Aquileia”
- 28.11.1977 – 11.10.1985 = 27º Reggimento artiglieria pesante semovente
- 11.10.1985 – 01.12.1991 = 27º Gruppo artiglieria pesante semovente "Marche"

3º Reggimento Artiglieria “Aquileia”
- 01.12.1991 – 06.09.1992 = 27º Gruppo artiglieria pesante semovente "Marche"

Altre dipendenze
- 07.09.1992 – 00.00.1995 = 27º Reggimento artiglieria pesante semovente "Marche" (Udine)

### I Comandanti
- 1985-1986: Ten.Col. Antonio Pennuto, capitano nel 1975 al comando della 2ª Batteria missili, di stanza a Codogné (TV), del 3º Gruppo missili Volturno a Oderzo.
- 1986-1987: Ten.Col. Giuseppe Morea
- 1987-1988: Ten.Col. Renzo Santini
- 1988-1989: Ten.Col. Alfonso Guadagnino
- 1989-1990: Ten.Col. Giuliano Bellucco
- 1990-1991: Ten.Col. Franco Marchettini
- 1992-1995: Ten.Col. Giuseppe Caporale